# Giulianova Calcio 1994-1995
Questa pagina raccoglie le informazioni riguardanti il Giulianova Calcio nelle competizioni ufficiali della stagione 1994-1995.

## Rosa

Danilo Di Vincenzo, migliore bomber stagionale della squadra.

| N. |                   | Ruolo | Calciatore          |
| -- | ----------------- | ----- | ------------------- |
|    | Italia (bandiera) | D     | Leonardo Barnabà    |
|    | Italia (bandiera) | C     | Roberto Briata      |
|    | Italia (bandiera) | P     | Mariano Coccia      |
|    | Italia (bandiera) | C     | Michele De Feudis   |
|    | Italia (bandiera) | C     | Riccardo Di Bari    |
|    | Italia (bandiera) | A     | Danilo Di Vincenzo  |
|    | Italia (bandiera) | D     | Ugo Dragone         |
|    | Italia (bandiera) | A     | Massimiliano Fanesi |
|    | Italia (bandiera) | D     | Paolo Ferretti      |
|    | Italia (bandiera) | A     | Francesco Fiori     |

| N. |                   | Ruolo | Calciatore           |
| -- | ----------------- | ----- | -------------------- |
|    | Italia (bandiera) | P     | Gianni Merletti      |
|    | Italia (bandiera) | D     | Nunzio Nusco         |
|    | Italia (bandiera) | D     | Salvo Parisi         |
|    | Italia (bandiera) |       | Vincenzo Pinciarelli |
|    | Italia (bandiera) | C     | Vittorio Pinciarelli |
|    | Italia (bandiera) | C     | Matteo Ponponi       |
|    | Italia (bandiera) | A     | Sauro Pugnitopo      |
|    | Italia (bandiera) | C     | Danilo Rastelli      |
|    | Italia (bandiera) | C     | Ferdinando Ruffini   |
|    | Italia (bandiera) | D     | Ivan Scaramazza      |

## Risultati

### Campionato

#### Girone di andata
| 4 settembre 1994 1ª giornata | Cittadella | 1 – 1 | Giulianova |  |

| 11 settembre 1994 2ª giornata | Giulianova | 0 – 0 | Giorgione |  |

| 18 settembre 1994 3ª giornata | Teramo | 0 – 0 | Giulianova |  |

| 25 settembre 1994 4ª giornata | Giulianova | 2 – 1 | Livorno |  |

| 2 ottobre 1994 5ª giornata | Giulianova | 1 – 0 | Rimini |  |

| 9 ottobre 1994 6ª giornata | Fano | 0 – 0 | Giulianova |  |

| 16 ottobre 1994 7ª giornata | Giulianova | 2 – 0 | Castel di Sangro |  |

| 23 ottobre 1994 8ª giornata | San Donà | 3 – 1 | Giulianova |  |

| 30 ottobre 1994 9ª giornata | Baracca Lugo | 0 – 1 | Giulianova |  |

| 6 novembre 1994 10ª giornata | Giulianova | 2 – 1 | Ponsacco |  |

| 13 novembre 1994 11ª giornata | Maceratese | 1 – 1 | Giulianova |  |

| 20 novembre 1994 12ª giornata | Giulianova | 3 – 1 | Poggibonsi |  |

| 27 novembre 1994 13ª giornata | Forlì | 2 – 0 | Giulianova |  |

| 4 dicembre 1994 14ª giornata | Giulianova | 2 – 0 | Montevarchi |  |

| 11 dicembre 1994 15ª giornata | Fermana | 0 – 0 | Giulianova |  |

| 18 dicembre 1994 16ª giornata | Giulianova | 1 – 1 | Vis Pesaro |  |

| 23 dicembre 1994 17ª giornata | Cecina | 4 – 0 | Giulianova |  |

#### Girone di ritorno
| 15 gennaio 1995 18ª giornata | Giulianova | 0 – 0 | Cittadella |  |

| 22 gennaio 1995 19ª giornata | Giorgione | 2 – 3 | Giulianova |  |

| 29 gennaio 1995 20ª giornata | Giulianova | 1 – 0 | Teramo |  |

| 19 febbraio 1995 21ª giornata | Livorno | 2 – 2 | Giulianova |  |

| 26 febbraio 1995 22ª giornata | Rimini | 3 – 1 | Giulianova |  |

| 5 marzo 1995 23ª giornata | Giulianova | 0 – 1 | Fano |  |

| 12 marzo 1995 24ª giornata | Castel di Sangro | 1 – 0 | Giulianova |  |

| 19 marzo 1995 25ª giornata | Giulianova | 1 – 1 | San Donà |  |

| 26 marzo 1995 26ª giornata | Giulianova | 0 – 0 | Baracca Lugo |  |

| 2 aprile 1995 27ª giornata | Ponsacco | 1 – 0 | Giulianova |  |

| 9 aprile 1995 28ª giornata | Giulianova | 0 – 2 | Maceratese |  |

| 15 aprile 1995 29ª giornata | Poggibonsi | 2 – 1 | Giulianova |  |

| 23 aprile 1995 30ª giornata | Giulianova | 1 – 0 | Forlì |  |

| 30 aprile 1995 31ª giornata | Montevarchi | 2 – 1 | Giulianova |  |

| 7 maggio 1995 32ª giornata | Giulianova | 4 – 0 | Fermana |  |

| 14 maggio 1995 33ª giornata | Vis Pesaro | 3 – 1 | Giulianova |  |

| 21 maggio 1995 34ª giornata | Giulianova | 1 – 0 | Cecina |  |

### Coppa Italia Serie C

#### Primo turno
| 24 agosto 1994 Andata | Fermana | 0 – 0 | Giulianova |  |

| 31 agosto 1994 Ritorno | Giulianova | 1 – 1 (dts) | Fermana |  |